# Szenegálban történt légi közlekedési balesetek listája
A Szenegálban történt légi közlekedési balesetek listája mind a halálos áldozattal járó, mind pedig a kisebb balesetek, meghibásodások miatt történt, gyakran csak az adott légiforgalmi járművet érintő baleseteket is tartalmazza évenkénti bontásban.

## Szenegálban történt légi közlekedési balesetek

### 2018
- 2018. március 15., Fatick régió. A Szenegáli Légierő egyik Mi–17-típusú helikoptere lezuhant. Nyolc fő életét vesztette a balesetben, 12 fő megsérült, három fő súlyos sérüléseket szenvedett.[1][2]